# Berlin Alexanderplatz
För andra betydelser, se Alexanderplatz (olika betydelser).
Berlin Alexanderplatz är en roman av Alfred Döblin, publicerad 1929 av S. Fischer Verlag. I romanen använder sig Döblin av moderna berättartekniska grepp som inre monolog ("stream of conciousness") och montageteknik, där bland annat utdrag ur tidningsartiklar klipps in i handlingen och bidrar med en känsla av autenticitet och tidsfärg.
Berlin Alexanderplatz, med undertiteln Historien om Franz Biberkopf, är Alfred Döblins mest framgångsrika verk och räknas genom sin nydanande uppbyggnad, sitt expressiva språk och poetiska berättarteknik till ett av huvudverken i Tysklands moderna litteratur. Denna storstadsroman är dessutom ett tidsvittne till det tidiga 1900-talet, till Weimarrepubliken och till den gryende nazismen.
År 1999 lät Literaturhaus München och förlaget Bertelsmann nittionio framstående författare, litteraturkritiker och -forskare ranka de tio viktigaste tyskspråkiga romanerna under 1900-talet. Till dem hörde Berlin Alexanderplatz.
Romanen översattes redan 1934 till svenska av Torsten Nordström, men i en nedskuren version. Ulrika Wallenström, som översatte romanen på nytt 1978, kommenterar i sin efterskrift den äldre översättningen och noterar att den antingen är kraftigt förkortad eller eventuellt har en annan förlaga än den tryckta romanen.

## Handling
Döblin berättar om daglönaren Franz Biberkopf, som efter att ha suttit i fängelse vill börja ett nytt liv. Han kämpar mot undergången i metropolen Berlin. När han misslyckas med att leva ett anständigt liv, ansluter han sig till gänget kring Reinhold. En bil han flyr i blir attackerad och Franz skadas. Men han tar åter kontakt gänget och påbörjar en relation med den prostituerade Mieze. Hon mördas av Reinhold och Franz misstänks för mordet, häktas och hamnar som patient på ett mentalsjukhus. Där får han påhälsning av Döden och erkänner sina fel. När han kommer ut igen vill Franz börja ett nytt liv. Romanen utspelar sig i arbetarklassmiljö nära Alexanderplatz i 1920-talets Berlin.
Boken är uppdelad i nio större kapitel, betitlade "böcker". De har, efter 1800-talsmönster, ingresser med översiktlig information om kapitelinnehållet. De olika kapitelingresserna inleds och avslutas enligt följande:
- Första boken: Med 41:an till stan /…/ Och nu svär Franz hela världen och sig själv att hålla sig anständig i Berlin, med pengar och utan
- Andra boken: Franz Biberkopf gör sitt inträde i Berlin /…/ Han kan mäta sig med antikens hjältar
- Tredje boken: Red igår på stolta springarn /…/ Läggs imorgon ner i grav, nej, vi ska väl veta att behärska oss
- Fjärde boken: En handfull människor kring Alex /…/ Hopp hopp hopp, vår häst sätter av i galopp
- Femte boken: Återseende på Alex, svinkallt. Nästa år, 1929, blir det ännu kallare /…/ Söndagen den 8 april 1928
- Sjätte boken: Den illa gör han väl far /…/ Näven på bordet
- Sjunde boken: Pussi Uhl, den strida strömmen av amerikaner, stavas Wilma med W eller V? Tvekampen börjar! Det är regnväder /…/ Lördagen den 1 september
- Åttonde boken: Franz märker ingenting och världen går vidare /…/ Vid Alexanderplatz ligger Polispresidiet
- Nionde boken: Reinholds svarta onsdag, men det här kapitlet kan man hoppa över /…/ Och jämna steg höger vänster

## Fokus och berättarteknik
Berättartekniken jämförs ibland med James Joyces men vissa kritiker, t ex Walter Benjamin, menar att Odysseus inre monolog skiljer sig från den i Berlin Alexanderplatz, som använder montagetekniker.

## Filmatiseringar
Romanen har filmatiserats tre gånger, alla gångerna i långfilmsformat, första gången 1931 av Piel Jutzi med Heinrich George i huvudrollen. Den andra gången 1980 av Rainer Werner Fassbinder med Günter Lamprecht i huvudrollen. Rainer Werner Fassbinders version är cirka 15 timmar film som sändes i TV i 13 kapitel med epilog. Den tredje filmatiseringen regisserades 2020 av Berhan Qurbani och i den är handlingen förlagd till 2020-talets Berlin.

## Utgivning
- Berlin Alexanderplatz – Die Geschichte vom Franz Biberkopf, S. Fischer Verlag, 1929 (tyska)
- Berlin Alexanderplats: berättelsen om Frans Biberkopf, översättning Torsten Nordström, Albert Bonniers förlag, 1934 (förkortad översättning)[4]
- Berlin Alexanderplatz – Historien om Franz Biberkopf, översättning Ulrika Wallenström, Walter Ekstrand Bokförlag, 1978 (svenska)
- Berlin Alexanderplatz. Översättning Torsten Nordström. Modernista, 2020.

## Filmatiseringar
- Berlin – Alexanderplatz (1931), en film av Piel Jutzi

- Berlin Alexanderplatz (1980), TV-serie av Rainer Werner Fassbinder
- Berlin Alexanderplatz  (2020), en film av Burhan Qurbani.